# Ford 3-ton M1918
Xe tăng Ford 3-tấn M1918 là một trong các xe tăng hạng nhẹ đầu tiên của Hoa Kỳ (sau này nó được xếp vào loại xe tăng siêu nhẹ).

## Lịch sử
Tăng Ford 3 tấn được bắt đầu thiết kế và sản xuất thử nghiệm vào khoảng giữa năm 1918.
Mẫu tăng này được lên kế hoạch sản xuất để có thêm một loại tăng cho lực lượng thiết giáp Hoa Kỳ sử dụng bên cạnh tăng M1917 va Renault FT - 17 của Pháp. Nó được thiết kế dựa trên chiếc tăng Renault FT này, nhưng giản lược nhiều chi tiết để có giá thành rẻ hơn.
15 chiếc đầu tiên được sản xuất thử nghiệm, và được đưa sang Pháp chiến đấu.
Một kế hoạch 15.000 chiếc được đưa ra. Tuy nhiên những kết quả ở trên chiến trường khiến lực lượng thiết giáp Hoa Kỳ cảm thấy nó không đạt đủ yêu cầu của họ. Vì vậy, kế hoạch 15.000 chiếc tăng bị hủy bỏ. Chỉ có 15 chiếc ban đầu là được sản xuất .

## Cấu tạo
Ford 3-tấn là một xe tăng siêu nhẹ, nó khá nhỏ. Động cơ được đặt ở phía sau xe. Kíp chiến đầu chỉ gồm 2 người, ngồi song song ở phía đầu xe, gồm một lái xe và một xạ thủ ngồi cạnh. Xe được trang bị 1 súng máy .30/06 machine gun M1919 (hoặc M-1917 Marlin, hoặc M-1917), góc quay hạn chế, với 550 viên đạn.
Tốc độ tối đa của xe là khoảng 12,8 km/h (~8 mph). Với thùng nhiên liệu 77,5 lít (~17 gallon), nó có tầm hoạt động khoảng 55 km (~34 dặm).

## Những chiếc còn lại

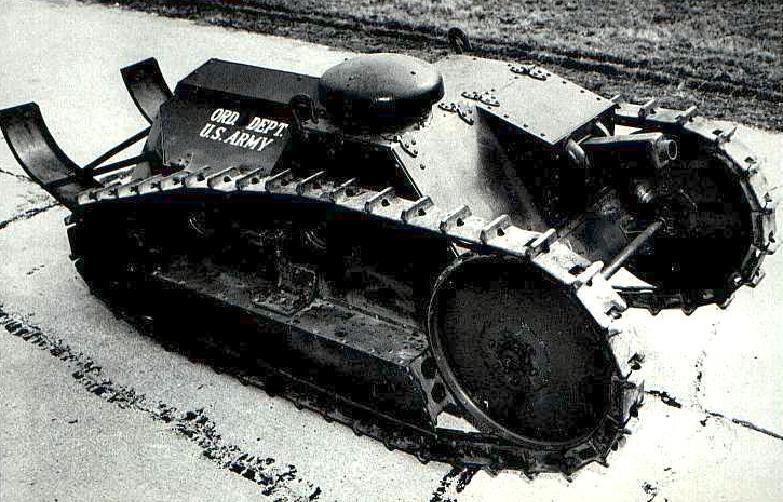
Ford Three-ton M1918.

- Chiếc đầu tiên ở bảo tàng National Armor & Cavalry Museum tại Fort Benning, Georgia
- Chiếc thứ hai nằm trong bộ sưu tập vũ khí ở Fort Lee, VA.